# 古杯蛇屬
古杯蛇屬為已滅絕的古杯蛇科的模式屬，屬於水生或半水生的海蛇。生存年代為白堊紀至始新世時期（約7,060~3,390萬年前），化石發現於英國、法國、丹麥、摩洛哥、馬利、美國馬里蘭州、維吉尼亞州（始新世早期的納杰莫利層）、喬治亞州及密西西比州。

## 描述

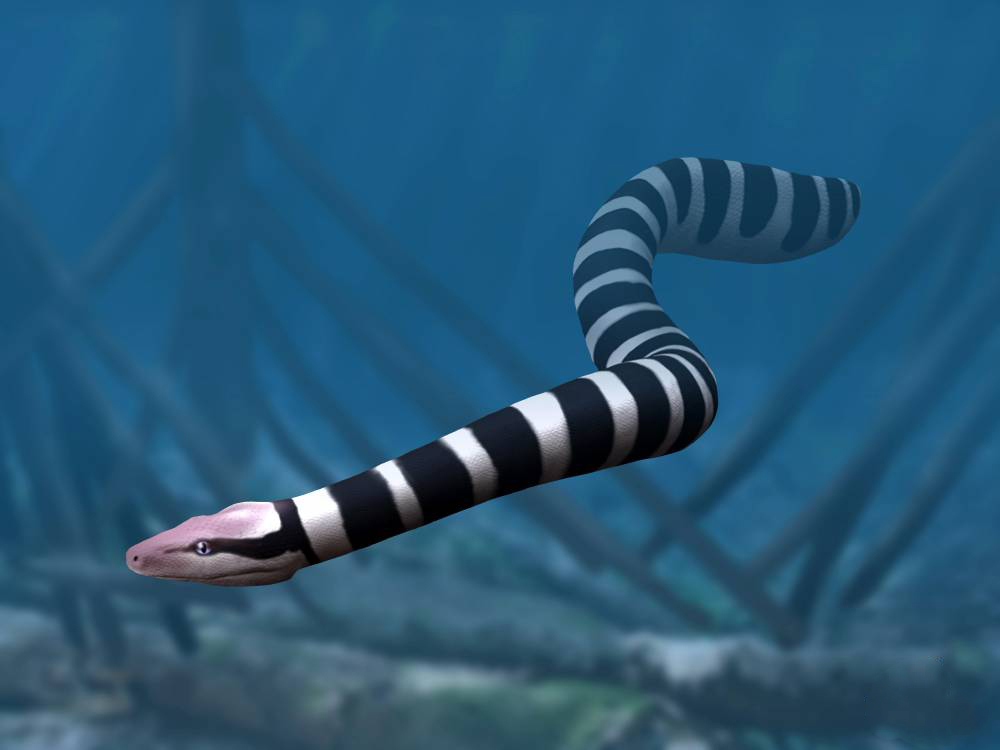
馬格里布古杯蛇（P. maghrebianus）復原圖

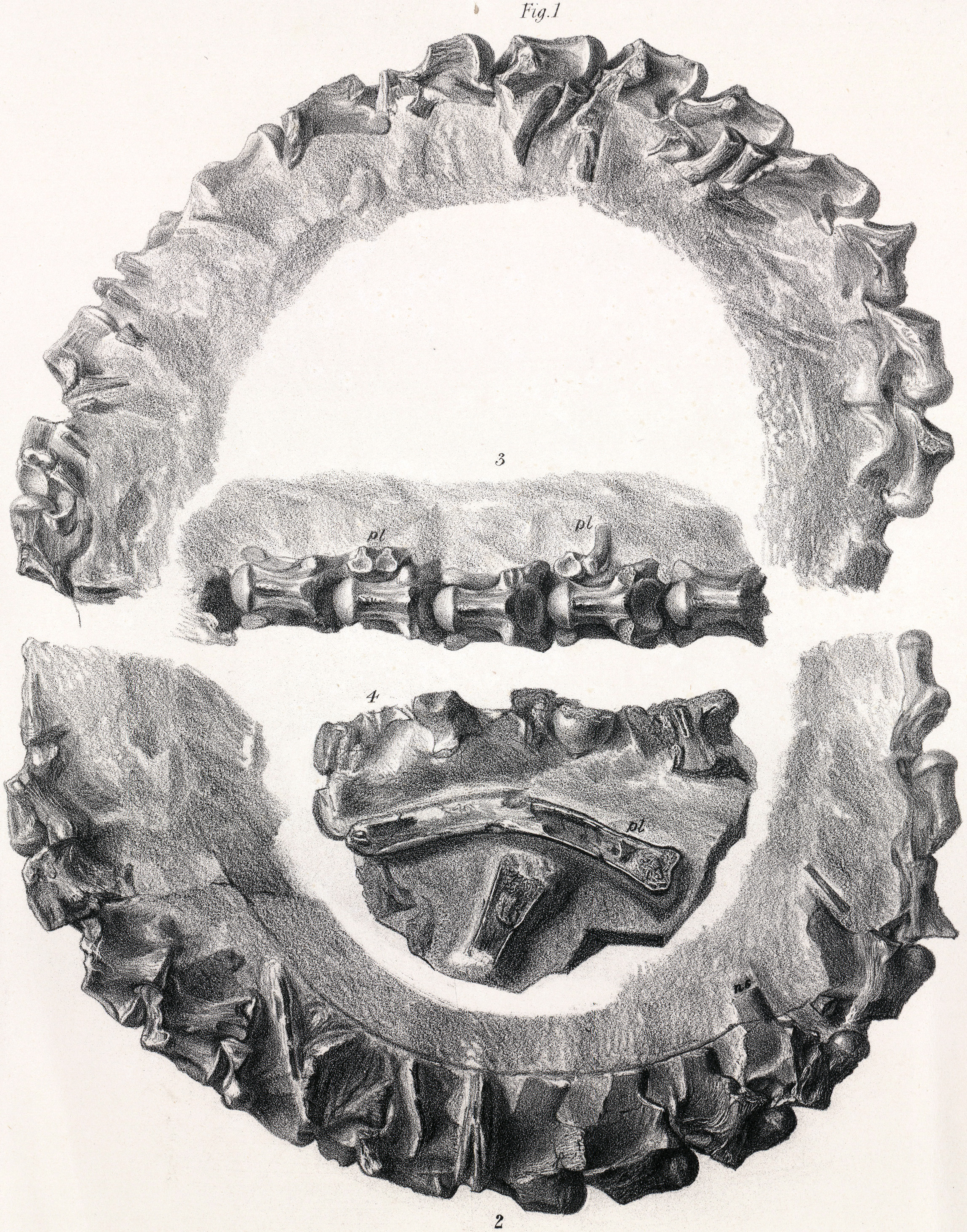
頂峰古杯蛇（P. toliapicus）脊椎骨

古杯蛇屬物種的體型差異極大，體型最小的凱氏古杯蛇（P. casei）身長僅1.3米（4.3英尺），而巨像古杯蛇（P. colossaeus），雖然目前僅發現個別的脊椎骨，是本屬體型最大的物種，體長可超過9米（29.5英尺），為目前已知體型最大的蛇之一。不過大部分的古杯蛇屬物種都沒有這麼巨大的體型。

## 生物學
古杯蛇主要發現於海洋與河口地層，推測為水生動物，不同種的古杯蛇可能佔據有不同的生態位。
研究顯示古杯蛇的脊椎骨具有大量的血管分布，代表牠們具有較現代蛇更高的代謝率及生長速率。且代表古杯蛇和其他海生爬蟲類（例如滄龍）一樣呈內溫性。